# Карл II (герцог Беррийский)
Карл II Французский (Шарль де Валуа) (26 декабря 1446, Плесси-ле-Тур — 24 мая 1472, Бордо) — французский принц из династии Валуа, герцог Беррийский (1461—1465), Нормандский (1465—1466) и Гиеньский (1469—1472). Наследник королевского трона (1461—1466, 1466—1470)

## Биография
Пятый сын французского короля Карла VII Валуа от брака с Марией Анжуйской. Младший брат короля Франции Людовика XI Валуа (1461—1482). Родился в городе Тур, столице Турени.
В 1461 году после смерти своего отца, короля Франции Карла VII Валуа, и вступления на королевский трон своего старшего брата Людовика XI 14-летний Карл получил в апанаж (наследственное владение) герцогство Беррийское.
Карл Валуа, герцог Беррийский, претендовал на королевский трон и вёл борьбу со своим старшим братом, французским королём Людовиком XI. Главной целью политики Людовика было объединение всех французских земель под своей верховной властью. Достичь этой цели было невозможно без победы над его прежним благодетелем герцогом Бургундским, могущественнейшим из удельных князей в династии Валуа. Первые же попытки Людовика усилить своё могущество натолкнулись на упорное сопротивление принцев.
Весной 1465 года крупные французские феодалы, недовольные централизаторской политикой Людовика XI, решили объединить свои силы для борьбы против короля Франции. В мае 1465 года уполномоченные всех важнейших феодальных владетелей страны встретились в Париже и заключили союз, названный «Лигой общественного блага». В составе Лиги вошли Карл Смелый, граф де Шароле, герцог Карл Беррийский, герцог Франциск II Бретонский, герцог Жан Алансонский, герцог Жан II де Бурбон, Жан II Лотарингский, герцог Жак де Немур, граф Жан V д’Арманьяк, Людовик де Люксембург, граф де Сен-Поль, граф Жан де Дюнуа и сеньор Карл II д’Альбре. Герцог Карл Беррийский, младший брат Людовика XI, был объявлен вождём Лиги.
16 июля 1465 года в битве при Монлери французская армия под предводительством Людовика XI потерпела поражение от бургундских войск под командованием Карла Смелого. Людовик отступил в Корбёль, а оттуда прибыл в Париж. Вскоре войска принцев подошли к Парижу и осадили французскую столицу. В конце октября 1465 года король Франции был вынужден заключить мирный договор с мятежными принцами в Конфлане. Карл Беррийский получил во владение Нормандию. Карлу Смелому были переданы французские города на реке Сомма. Другие участники Лиги также получили большие пожалования землями, правами и крупными должностями.
Несмотря на своё поражение и территориальные потери, Людовик XI продолжил борьбу с крупными феодалами. Вскоре король смог рассорить своего младшего брата, герцога Карла Нормандского, с герцогом Франциском Бретонским. В 1466 году Людовик во главе армии вторгся в Нормандию и за несколько недель овладел всей провинцией. Герцог Карл Нормандский, лишившись своих владений, бежал из Руана в Бретань.
Летом 1468 года король созвал Генеральные штаты в Туре, где было принято решение о возвращении Нормандии в состав королевского домена. Карл Беррийский должен был отказаться от Нормандии за годовую ренту в размере 12 тысяч ливров. Затем Людовик XI с войском вторгся в Бретань и оккупировал все пограничные земли герцога Франциска. В сентябре 1468 года в Ансени герцоги Карл Нормандский и Франциск Бретонский вынуждены были заключить мирный договор с королём Франции. Карл отказался от претензий на Нормандию, а Франциск Бретонский признал свою ленную зависимость от Франции и отказался от союза с Бургундией. Карл Смелый, ставший герцогом Бургундии, собрал армию и двинулся в поход на Францию. Король Людовик XI решил перехитрить Карла и прибыл к нему на переговоры в Перонну. В октябре 1468 года Карл Смелый пленил короля и заставил его подписал новый мирный трактат, отказавшись от ленных прав на Фландрию и Пикардию. Людовик XI обещал передать своему младшему брату Карлу во владение провинцию Шампань, но после освобождения не выполнил своего обещания.
В апреле 1469 года Карл Беррийский встретился с королём Франции, который взамен Шампани передал ему во владение герцогство Гиень. В это же время герцог Карл Гиеньский решил жениться на Марии, единственной дочери и наследнице герцога Карла Смелого. Людовик XI отказался поддержать женитьбу своего младшего брата на Марии Бургундской. Папа римский Павел II отказался дать своё согласие на брак Карла Гиеньского с Марией Бургундской из-за их близкого родства.
24 мая 1472 года 25-летний герцог Карл Гиеньский внезапно скончался в Бордо от туберкулеза или венерической болезни. После смерти своего бездетного младшего брата король Франции Людовик XI присоединил Гиень и Пуату к королевскому домену.
Карл де Валуа не был женат и не оставил после законного потомства. От внебрачной связи с Николь де Шамбре у него было две дочери.